# Giovanni Canale
Giovanni Canale (Cava de' Tirreni, 1603 – 1696) è stato un poeta marinista italiano.

## Biografia
Tradizionalmente ritenuto originario di Cava de' Tirreni, nacque nei primi anni del Seicento, con ogni probabilità nel 1603: l'anno di nascita si può evincere dal sonetto intitolato Per una infermità mortale in tempo delle rivoluzioni di Napoli, dove il Canale dichiara che all'epoca in cui Napoli era squassata dalla "vampa villana" – allusione alla rivolta di Masaniello del 1647 – egli aveva 44 anni ("otto lustri e quattr'anni"). Compì studi giudirici, per poi esercitare l'attività notarile a Napoli, negli Abruzzi, a Salerno e a Cava. Visse ben oltre la metà del secolo: nell'agosto del 1680 firmava infatti la dedicatoria ad Antonio Magliabechi del suo romanzo Amatunta (Venezia 1681), e al Magliabechi indirizzava missive anche in età assai avanzata, fino al 13 settembre 1696, che può dunque, con ragionevole certezza, essere fissato come anno della morte.
Fu legato a importanti esponenti dei circoli culturali napoletani, come i poeti Girolamo Fontanella, Giuseppe Battista e Tommaso Gaudiosi.
Nel primo volume delle sue Poesie, stampato nel 1667, il Canale introduce i suoi versi con una vivida rievocazione della peste napoletana del 1656, fornendo alcuni interessanti dettagli autobiografici. Apprendiamo, fra l'altro, che all'inizio dell'epidemia perse due figli e che, dopo lunga infermità, gli morì anche l'amata consorte.

## Opere
La prima e la seconda parte delle composizioni poetiche di Giovanni Canale furono pubblicate a Venezia nel 1667 (Poesie del signor Giovanni Canale, parte prima e seconda, Venezia, Zaccaria Conzatti, 1667). Una terza parte fu pubblicata, ancora a Venezia, nel 1677 (Poesie del signor Giovanni Canale, parte terza, Venezia, Zaccaria Conzatti, 1677). A Napoli fu invece stampata nel 1694 la raccolta Poesie del signor Giovanni Canale, divise in morali, di lode, varie, funebri, eroiche, sagre (Napoli, Domenico Antonio Parrino e Michele Luigi Muzii, 1694, con incisioni di Francesco Bedeschini).

Nello scritto d'introduzione al volume del 1667, il poeta racconta la gestazione della raccolta durante i cinque mesi di isolamento domestico dovuti alla peste del 1656:
"Per cinque mesi dall'altrui civile conversazione menai scompagnata la vita, che, senza alcuno esercizio oziosa, rinscrescevole molto mi si rendeva; per la qual cosa l'appassionato animo cercai dalla sua oppressione di sollevare e la mente oscurata da tante funeste tenebre alquanto di rischiarare, disviandomi dal timore di futuro danno, con l'impiegare il pensiero nell'esemplare e nell'unire da' miei oscuri originali le presenti e male avventate poesie, che s'hanno avuto il loro natale fra gli sdegni e le passioni di Fortuna e d'Amore, si sono unite insieme, ed escono alla luce con la scorta caliginosa della ricordanza de' passati mali".
I temi trattati spaziano da quelli amorosi a quelli morali, civili e sacri, né mancano versi encomiastici e d'occasione. Nel corpus sono presenti anche poesie dedicate a Napoli e a Cava de' Tirreni, nonché agli amici da cui il poeta aveva dovuto allontanarsi per il trasferimento in Abruzzo (tra gli altri Tommaso Gaudiosi). Vengono inoltre cantate importanti personalità della cultura, come la poetessa napoletana del XVI secolo Laura Terracina, la pittrice Artemisia Gentileschi, il poeta e predicatore gesuita Giacomo Lubrano e, naturalmente, Giovan Battista Marino, al cui stile poetico s'ispira l'opera del Canale.
Oltre alle Poesie il Canale pubblicò il poema L'anno festivo, ovvero i fasti sacri (Venezia, Zaccaria Conzatti, 1674) e il romanzo Amatunta (Venezia, Zaccaria Conzatti, 1681).

## Un testo esemplificativo
Quegl’io che ’n giro volgo, i mesi e l’anno,
divido in giorni, ed in minuti l’ore;
della bellezza e dell’età tiranno,
fo gioir Morte ed attristare Amore.
Del volo mio non conosciuto il danno,
rendo a un bel volto inaridito il fiore;
ché, mentre parto, apporto e morte e affanno
alla vita, adombrandola d’orrore.
All’invisibil mio continuo assalto,
benché sembri all’aspetto infermo e vecchio,
l’altezze abbasso e le bassezze esalto.
Contempli il mondo stolto in questo specchio
com’ei si cangi, ed io di salto in salto
nuove forme e sembianze or l’apparecchio.
(Giovanni Canale, Il Tempo con uno specchio in mano. Per l'instabilità del mondo)